# Francesca Maria Apolline Biancolelli
Francesca Maria Apolline Biancolelli, nota con il nome di Isabella (Parigi, 1664 – 3 settembre 1747), è stata un'attrice teatrale italiana naturalizzata francese.

## Biografia
Francesca Maria Apolline Biancolelli nacque a Parigi nel 1664, figlia degli attori Dominique Biancolelli (Domenico Giuseppe Biancolelli) e Orsola Cortesi, appartenente ad una famiglia di attori italiani di origine emiliana attivi nei secoli XVII e XVIII in Francia e in Italia, i cui capostipiti furono la nonna paterna, Isabella Franchini, la prima Colombina della storia del teatro e suo marito Francesco Biancolelli.
Francesca Maria Apolline Biancolelli esordì all'età di ventun'anni l'11 ottobre 1687 nella commedia intitolata Arlequin Prothée, parodia di Anne Mauduit de Fatouville della Bérénice di Jean Racine, assieme alla sorella Caterina Biancolelli, celebre Colombina, interpretando la parte di amorosa, con la quale ottenne un grande successo.
Pur interpretando la parte di amorosa, Francesca Maria fu capace di caratterizzare il ruolo di Isabella con una peculiare e originale vitalità, malizia e abilità, intrisi di un sottile umorismo innovativi rispetto alla tradizione teatrale.
Inoltre possedeva una buona presenza scenica e sapeva mostrarsi in modo piacevole e di lei s'invaghì un ufficiale della guardia, Charles-Constantin de Turgis, che la sposò nel 1691; il loro matrimonio ebbe qualche peripezia, perché dopo essere stato annullato nel 1695, fu nuovamente celebrato nel 1701, quando la coppia si risposò grazie ad una dispensa del cardinale di Noailles.
Il marito morì nel 1706, lasciando molti debiti.
Nel 1695 Francesca Maria Apolline Biancolelli abbandonò il palcoscenico e tre anni dopo ricevette una prima pensione, che nel 1713, diventò una pensione reale.
Francesca Maria Apolline Biancolelli morì a Parigi il 3 settembre 1747.